# Armée des tribus libres
L'Armée des tribus libres (arabe : جيش احرار العشائر, Jaych Ahrar al-Ashayer) est un groupe rebelle de la guerre civile syrienne.

## Histoire
L'Armée des tribus libres est fondée le 5 septembre 2014. Elle est affiliée à l'Armée syrienne libre, au Front du Sud, et intègre la chambre d'opérations al-Lajjat. Le groupe est actif au sud de la Syrie, dans les gouvernorats de Rif Dimachq, Deraa et Qouneitra. Il est soutenu par les États-Unis et la Jordanie